# محوطه جوته لگ
محوطه جوته لگ در شهرستان کوهدشت، بخش کوهنانی، دهستان کوهنانی، شمال باغ حاج علی همتی واقع شده و این اثر در تاریخ ۱۸ اسفند ۱۳۸۷ با شمارهٔ ثبت ۲۵۲۹۲ به‌عنوان یکی از آثار ملی ایران به ثبت رسیده است.